# Programas Estudantis SAE Brasil
Os Programas Estudantis SAE Brasil são competições organizadas pela SAE Brasil para estimular a criatividade de estudantes de engenharia e de ensino médio/técnico.

## Competições
Atualmente são quatro competições:
- Concurso Logo Baja, Baja Regional e Baja Nacional, que são etapas de uma competição com um veículo off-road;
- Aerodesign, que é uma competição de aeronaves remotamente pilotada por rádio controle;
- Fórmula, que é uma competição com carros de corrida tipo fórmula; e
- Demoiselle, que é uma competição de aeromodelismo não propulsionado.